# Агустін Морено
Агустін Морено (ісп. Agustín Moreno; нар. 31 березня 1967) — колишній мексиканський тенісист.
Найвищу одиночну позицію світового рейтингу — 120 місце досяг 18 липня 1988, парну — 40 місце — 15 травня 1989 року.

## Фінали за кар'єру

### Парний розряд (2 поразки)
| Результат | Ранг | Дата     | Турнір         | Покриття | Партнер     | Суперники                          | Рахунок       |
| --------- | ---- | -------- | -------------- | -------- | ----------- | ---------------------------------- | ------------- |
| Поразка   | 0–1  | Тра 1989 | Чарлстон, США  | Ґрунт    | Хайме Їсага | Мікаель Пернфорс Тобіас Свантессон | 4–6, 6–4, 5–7 |
| Поразка   | 0–2  | Жов 1989 | Бордо, Франція | Ґрунт    | Хайме Їсага | Томас Карбонелл Карлос Ді Лаура    | 4–6, 3–6      |